# Energías renovables en África
Los países en vías de desarrollo de África son lugares populares para la aplicación de las tecnologías energéticas renovables.
En la actualidad, muchos países ya producen a pequeña escala energía solar fotovoltaica, eólica y geotérmica suministrando energía a poblaciones urbanas y rurales. Este tipo de producción de energía es especialmente útil en lugares remotos debido al costo excesivo del transporte de electricidad de las centrales eléctricas a gran escala.
La aplicación de tecnologías de energías renovables tiene el potencial de aliviar muchos de los problemas a los que se enfrentan los africanos todos los días, especialmente si se hace de una manera sostenible.